# (23743) Toshikasuga
(23743) Toshikasuga est un astéroïde de la ceinture principale.

## Description
(23743) Toshikasuga est un astéroïde de la ceinture principale. Il fut découvert le 22 mai 1998 à la station Anderson Mesa par le programme LONEOS. Il présente une orbite caractérisée par un demi-grand axe de 2,29 UA, une excentricité de 0,15 et une inclinaison de 6,2° par rapport à l'écliptique.

## Compléments